# Condado de Jackson (Arkansas)
El condado de Jackson (en inglés: Jackson County) es un condado en el estado estadounidense de Arkansas. En el censo de 2000 el condado tenía una población de 18 418 habitantes. La sede de condado es Newport. Fue el 23° de los condados actuales de Arkansas, siendo fundado el 5 de noviembre de 1829. Fue nombrado en honor a Andrew Jackson, el séptimo Presidente de los Estados Unidos.

## Geografía
Según la Oficina del Censo, el condado tiene un área total de 1661 km² (641 sq mi), de la cual 1641 km² (634 sq mi) es tierra y 21 km² (8 sq mi) (1,23%) es agua.

### Condados adyacentes
- Condado de Lawrence (norte)
- Condado de Craighead (noreste)
- Condado de Poinsett (este)
- Condado de Cross (sureste)
- Condado de Woodruff (sur)
- Condado de White (suroeste)
- Condado de Independence (oeste)

## Autopistas importantes
- Interestatal 57
- U.S. Route 67
- Ruta Estatal de Arkansas 14
- Ruta Estatal de Arkansas 17
- Ruta Estatal de Arkansas 18
- Ruta Estatal de Arkansas 33
- Ruta Estatal de Arkansas 37
- Ruta Estatal de Arkansas 42
- Ruta Estatal de Arkansas 69
- Ruta Estatal de Arkansas 87

## Demografía
En el  censo de 2000, hubo 18 418 personas, 6971 hogares, y 4830 familias residiendo en el condado. La densidad poblacional era de 29 personas por milla cuadrada (11/km²). En el 2000 había 7956 unidades unifamiliares en una densidad de 13 por milla cuadrada (5/km²). La demografía del condado era de 80,57% blancos, 17,56% afroamericanos, 0,33% amerindios, 0,18% asiáticos, 0,01% isleños del Pacífico, 0,40% de otras razas y 0,95% de dos o más razas. 1,27% de la población era de origen hispano o latino de cualquier raza. 
La renta promedio para una familia del condado era de $25 081 y el ingreso promedio para una familia era de $32 661. En 2000 los hombres tenían un ingreso per cápita de $26 744 versus $17 830 para las mujeres. La renta per cápita para el condado era de $14.564 y el 17,40% de la población estaba bajo el umbral de pobreza nacional.

## Ciudades y pueblos
| - Amagon - Beedeville - Campbell Station | - Diaz - Grubbs - Jacksonport | - Newport - Swifton - Tuckerman | - Tupelo - Weldon |